# Charaxes pollux
Charaxes pollux är en fjärilsart som beskrevs av Pieter Cramer 1775. Charaxes pollux ingår i släktet Charaxes och familjen praktfjärilar. Inga underarter finns listade i Catalogue of Life.

## Bildgalleri

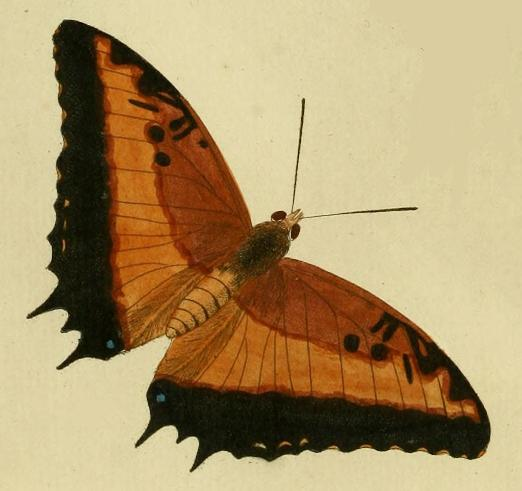
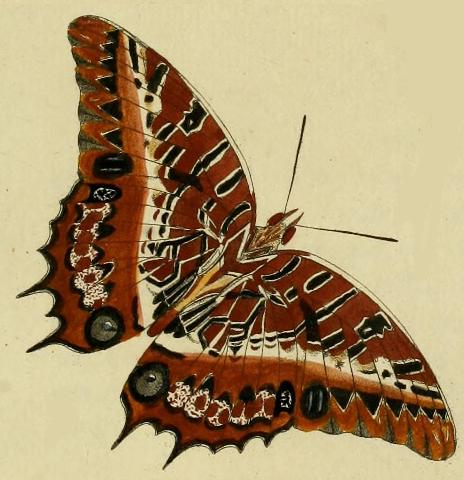